# کالج سنت پیترز، آوکلند
کالج سنت پیترز، آوکلند (انگلیسی: St Peter's College, Auckland) یک دبیرستان پسرانه کاتولیک است که در آوکلند نیوزیلند قرار دارد.
این کالج با دارا بودن بیش از ۱۳۰۰ دانش‌آموز یکی از بزرگترین مدارس کاتولیک در نیوزیلند است.

## تاریخچه
کالج سنت پیترز در سال ۱۹۳۹ از ادغام اولین مدرسه اوکلند (تأسیس در سال ۱۸۴۱) و مدرسه سنت پیتر (تأسیس در سال ۱۸۵۷) و به عنوان جانشین آنان تأسیس شد. زمینی که کالج در آن واقع است از طرف خانواده اوتویت به کالج اهدا شده است. انجمن برادران مسیحی به مدت ۱۰ سال مسئول تأمین کارکنان کالج را به عهده داشت. کالج سنت پیترز یه مدت حدود ۵۰ سال دسترسی مستقیم ایستگاه راه آهن مجاور، که به طور خاص برای کالج ایجاد شده بود و در ابتدا با نام «ایستگاه کالج سنت پیترز» شناخته می‌شد، داشت. این کالج در سال ۱۹۸۲ به همراه ۲۴۰ مدرسه کاتولیک دیگر با سیستم آموزشی دولتی نیوزلند ادغام و یکپارچه شد.